# Grand Teatret
Grand Teatret er en dansk biograf, der er beliggende i Mikkel Bryggers Gade i Indre By, København.
Bygningen der er tegnet af Anton Rosen og blev opført mellem 1907–10, har fungeret som biografteater siden 1913. I 1923 blev det overtaget af Esther og Urban Gad og navngivet Grand Teatret. og er dermed en af de ældste biografer i hovedstaden.
Grands repertorie har siden etableringen været 'smalt' med vægt på kvalitet. Den overvejende del af programmet er europæiske film og biografen har således ry for at være byens franske biograf, bl.a. på grund af deres årlige kavalkade "Franske Film Mandage", som typisk løber fra februar til maj.
Biografen bestyres af Kim Foss og hans medarbejdere.

## Camera Film
En del af filmene importeres til Danmark gennem Grands eget distributionsselskab, Camera Film, der hvert år er repræsenteret på Cannes Film Festival.

## Biografens tekniske specifikationer
Der er 35 mm Kinoton FP30 i alle sale, Christie DW3K i sal 3 og Dolby CP65-lyd i alle sale på nær sal 3, der har CP500.

## Priser
Grand fik i 2006 prisen som Europas bedste biograf ved Europa Cinemas Awards og kåret af Time Out i 2021 til at være blandt 50 af verdens smukkeste biografer.